# 端点
数学の一分野である位相空間論において、位相空間の端点（たんてん、英: end; 端）全体の成す集合は、大雑把に言えばその空間の「想像上の境界」(“ideal boundary”) の連結成分である。つまり、各端点はその空間の中で無限遠へ行くための位相的に相異なる方法を示すものになる。各端にそれぞれひとつの端点を加えるという操作は、もとの空間の端コンパクト化 (end compactification) と呼ばれるコンパクト化を導く。

## 定義
位相空間 X において、そのコンパクト部分集合からなる昇列
K1 ⊂ K2 ⊂ K3 ⊂ ⋯
でこれらの内部が X を被覆するものとする。このとき、X は任意の列
U1 ⊃ U2 ⊃ U3 ⊃ ⋯
に対してひとつずつ端点を持つ。ただし、各 Un は X ∖ Kn の連結成分である。空間の端点の数は、定義に用いたコンパクト集合の列 {Ki} の取り方に依らず定まる。実は、端点集合に対してこのような列の任意の二つを対応付けるような自然な全単射が存在するのである。
この定義を用いるとき、端点 {Ui} の近傍とは、適当な n に対して V ⊃ Un となるような開集合 V のことを言う。このような近傍は、端コンパクト化した空間（この「コンパクト化」は必ずしもコンパクトではない。コンパクトとなるには位相空間 X が連結かつ局所連結でなければならない）においてこれに対応する無限遠点の近傍を表現するものである。
さて上記の端点の定義が通用するのは空間 X がコンパクト集合で尽くされる場合に限られる（つまり、X は半コンパクトでなければならない）。しかしこれは以下のように一般化することができる。X は任意の位相空間として、X のすべてのコンパクト部分集合とそれらの間の包含写像からなる帰納系 {Kα} を考えれば、これに対応する射影系 {π0(X ∖ Kα)} を π0(Y) が空間 Y の連結成分全体の成す集合とし、各包含写像 Y → Z の誘導する写像 π0(Y) → π0(Z) を考えることで与えられる。このとき X の端点集合はこの射影系の射影極限として定義される。この定義のもとで、端点集合を取る操作は位相空間の圏から集合の圏への函手となる。上で述べたもともとの定義は、この定義においてコンパクト部分集合全体の成す帰納系が共終列を持つような特別の場合に当たる。

## 例
- 任意のコンパクト空間の端点集合は空集合である。
- 実数直線 R は二つの端点を持つ。例えば、定義列 Kn を閉区間 [−n, n] と取れば、二つの端点は開集合列 Un = (n, ∞) および開集合列 Vn = (−∞, −n) に対応する。これらの端点はふつう、それぞれ「（プラスの）無限大」および「マイナス無限大」と呼ばれるものである。
- n > 1 のとき、ユークリッド空間 Rn は一つしか端点を持たない。これは任意のコンパクト集合 K に対して Rn ∖ K が非有界成分を一つしか持たないことによる。
- より一般に、M がコンパクトな境界付き多様体ならば、M の内部の端点の総数は M の境界の連結成分の総数に等しい。
- R2 において、原点から出る n 本の相異なる半直線の和集合は n 個の端点を持つ。
- 無限完全二分木は、それがルートから延びる相異なる下降路を非可算無限個持つことに対応して、非可算無限個の端点を持つ。（このことを見るには、定義列 Kn を深さ n の完全二分木ととればよい）。これら端点は無限木の「リーフ」と見做すことができる。端コンパクト化の中で考えれば、端点集合はカントール集合の位相を持つ。

## 歴史
位相空間の端点の概念は ハンス・フロイデンタールが導入した。

## グラフおよび群の端点
無限グラフ理論における端点は少し定義が違って、グラフの半無限路の同値類として、あるいは頂点の無限集合をその補集合の連結成分へ写す写像であるヘイヴンとして定義される。ただし、局所有限グラフ（各頂点が有限次数を持つようなグラフ）に対しては、このように定義される端点はグラフが定義する位相空間の端点と一対一に対応する (Diestel & Kühn 2003)。
有限生成群の端点は、それに対応するケイリーグラフの端点として定義される（この定義は生成系の取り方に依らない）。任意の有限生成無限群は 1, 2 または無限大の何れかの数の端点を持つ。群の端点に関するスターリングの定理は一つより多くの端点を持つ群の分解を与えるものである。

## CW-複体の端点
弧状連結なCW-複体 に対して、その端点は X の半直線と呼ばれる固有写像 R+ → X のホモトピー類として特徴づけられる。今少し具体的に述べれば、そのような写像の任意の二つを（自然数の成す部分集合 N に）制限したものの間に固有ホモトピーが存在するときそれら二つは同値であるといい、それによって固有半直線の同値類を定めるのである。この集合を X の端点と呼ぶ。